# Kavkazská rezervace

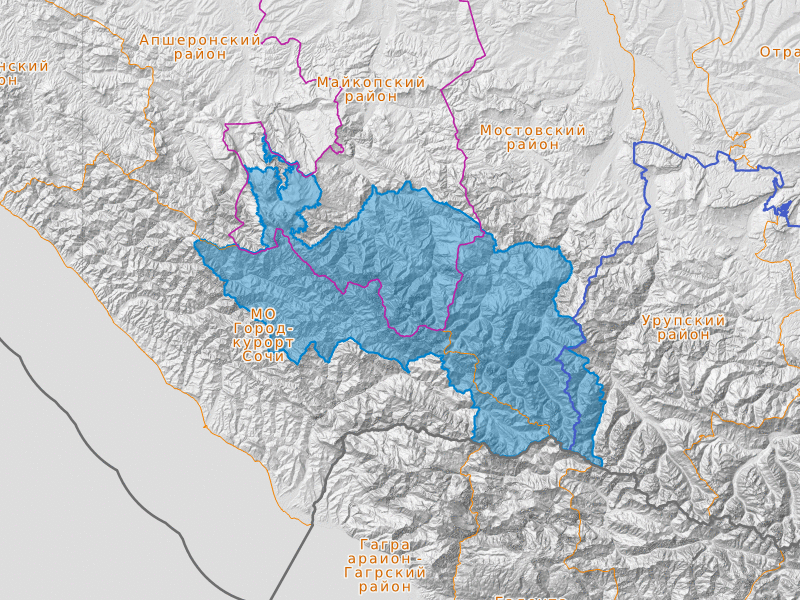
Území Kavkazské státní přírodní biosférické rezervace

Kavkazská rezervace je státní přírodní rezervace. Úplný název zní Kavkazská státní přírodní biosférická rezervace Ch. G. Šapošnikova. Je to územně největší a zároveň nejstarší mimořádně chráněné přírodní území v severním Kavkazu. Nachází se v oblasti tří regionů Ruské federace a to Krasnodarského kraje, Adygejské republiky a Karačajsko-čerkeské republiky.
Kavkazská rezervace je nástupcem Kavkazské přírodní rezervace zubrů, která vznikla 12. května roku 1924 a rozprostírá se na západním Kavkaze na hranici mírného a subtropického klimatického pásma. Celková rozloha rezervace je více než 280 tisíc ha, z nichž se 177,3 tisíc nachází v Krasnodarském kraji.
Na základě rozhodnutí UNESCO byl Kavkazské rezervaci 19. února roku 1979 přidělen status biosférické rezervace a v lednu roku 2008 bylo rezervaci uděleno jméno Ch. G. Šapošnikova. V roce 1999 bylo území Kavkazské státní přírodní biosférické rezervace v rámci Západního Kavkazu zařazeno na seznam světového dědictví UNESCO.

## Historie vzniku

### Kubáňská myslivost
V roce 1888 na příkaz velkoknížat Petra Nikolajeviče a Georgija Nikolajeviče bylo pronajato od Ministerstva státního majetku a Kubáňské regionální vojenské rady asi 480 tisíc desjatin (cca 480 tisíc ha) země v oblasti Hlavního kavkazského hřebene. S Kubáňskou radou byla uzavřena dohoda o výlučném povolení k lovu pro velkoknížata na těchto územích. Později byla tato území známá jako Velkoknížecí kubáňská myslivost..
Po několika letech ze zdravotních důvodů knížata ukončili výjezdy na Kubáň, a v roce 1892 předali právo na lov velkoknížeti Sergeji Michajloviči, který dbal o aktivní rozvoj území.

### Rezervace zubrů
V roce 1906 mělo původně skončit období nájmu na Kubáňském loveckém území. Bylo však prodlouženo o další tři roky, po jejichž ukončení měly být tyto země rozděleny ve vesnicích kubáňských kozáků. V roce 1909 Ch. G. Šapošnikov pracující jako lesník v Belorečenské lesní správě Kubáňského vojska poslal dopis Ruské akademii věd, v němž odůvodnil nutnost ochrany území, pronajímaných u Kubáňského vojska. Hlavním důvodem vzniku rezervace byla ochrana ohroženého zubra kavkazského. V dopise byly také stanoveny hranice rezervace. Na základě tohoto dopisu akademik N. V. Nasonov vypracoval studii a Akademie věd vytvořila komisi. Jako vojenský lesník se Šapošnikov podílel na její práci, usilující o vznik rezervace. Projekt se však úplně nezrealizoval a to z řady důvodů, souvisejících s rozdělením země mezi kubáňskými kozáky.
Další pokusy o vznik rezervace byly podniknuty v roce 1913 a 1916. Kladné rozhodnutí bylo nakonec schváleno až v roce 1919.
S ustanovením sovětské vlády v oblasti, bylo nutno řešit otázku vzniku rezervace od začátku. Státní Kavkazská rezervace zubrů byla založena teprve v květnu roku 1924.

## Fauna

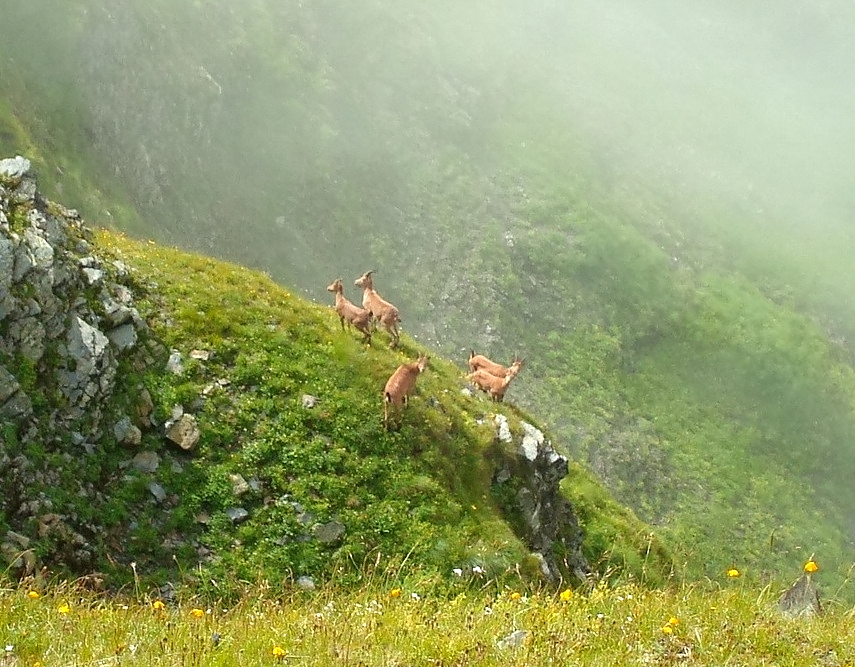
Stádo kozorožců kavkazských na svazích Pseašcho

Rezervace je útočištěm pro 89 druhů savců, 248 druhů ptáků, včetně 112 hnízdících, 15 druhů plazů, 9 druhů obojživelníků, 21 druhů ryb, 1 druh kruhoústých, více než 100 druhů měkkýšů a okolo 10 000 druhů hmyzu. Přesný počet červů, korýšů, pavoukovců a mnoha dalších skupin bezobratlovců není zřejmý.
Zastoupení jednotlivých druhů savců v rezervaci na základě čeledí je rozděleno následujícím způsobem:
- ježkovití 1
- krtkovití 2
- rejskovití 6
- vrápencovití 3
- netopýrovití 20
- zajícovití 1
- veverkovití 1
- plchovití 2
- tarbíkovití 3
- křečci praví 8
- myšovití 8
- psovití 4
- medvědovití 1
- medvídkovití 1
- lasicovití 8
- kočkovití 3
- prasatovití 1
- jelenovití 2
- turovití 3

Bezesporu nejvíce zranitelnou skupinou přírodních ekosystémů jsou velcí savci. V rezervaci se jedná o bizona, jelena lesního, medvěda hnědého, kozorožce kavkazského, kamzíka horského, rysa ostrovida, srnu a prase divoké. Avšak také celá řada menších zvířat naléhavě potřebuje ochranná opatření a detailní výzkum. Patří k nim jezevec lesní, kavkazský norek, vydra říční a další.
Mezi ptáky převažují zástupci z řádu pěvců a dravců. Nejpočetnějšími skupinami herpetofauny jsou ještěři a hadi, z ryb jsou to pak máloostní. Nad rezervací přecházejí velké migrační dráhy pro ptáky. Nejlépe viditelným je průlet kání, které se shromažďují ve velkých hejnech.
Řada zvířat v rezervaci je rozšířena jen na omezeném území (endemity) nebo jsou živými důkazy minulých genealogických epoch (relikty). Jedná se zejména o bezobratlovce, ale také o ryby, obojživelníky a plazy.
Na hranicích rezervace našly poslední útočiště ohrožené druhy naší planety. Z bezobratlovců žijících v rezervaci bylo na Červený seznam IUCN zapsáno 8 druhů a na Červený seznam Ruské federace - 25 druhů. Spolu s bezobratlovci bylo do státních a regionálních knih přidáno 71 druhů. Říše zvířat v rezervaci má různorodý původ. Vyskytují se zde představitelé středozemní, kavkazské, kolchidské a evropské fauny. Endemické a reliktní druhy se setkávají na všech úrovních horských pásem.
Rezervací prochází západní hranice výskytu řady vysokohorských kavkazských a lesních kolchidských druhů zvířat.

## Flora

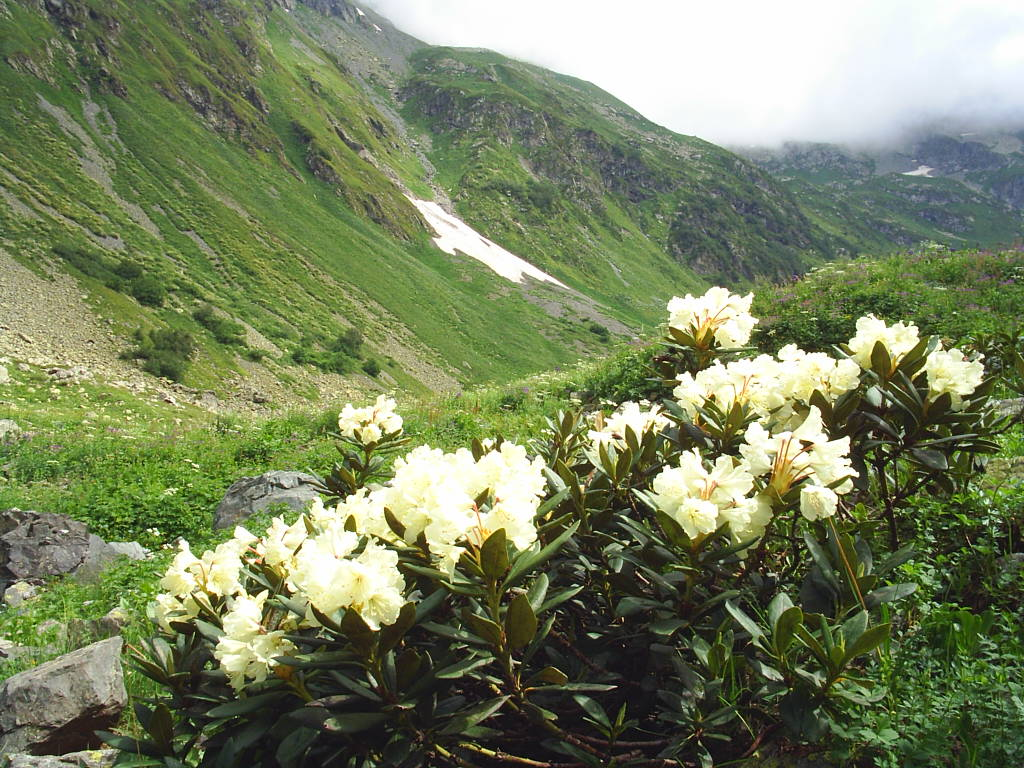
Kvetoucí rododendron, údolí řeky Horní Mzymty, východní část rezervace

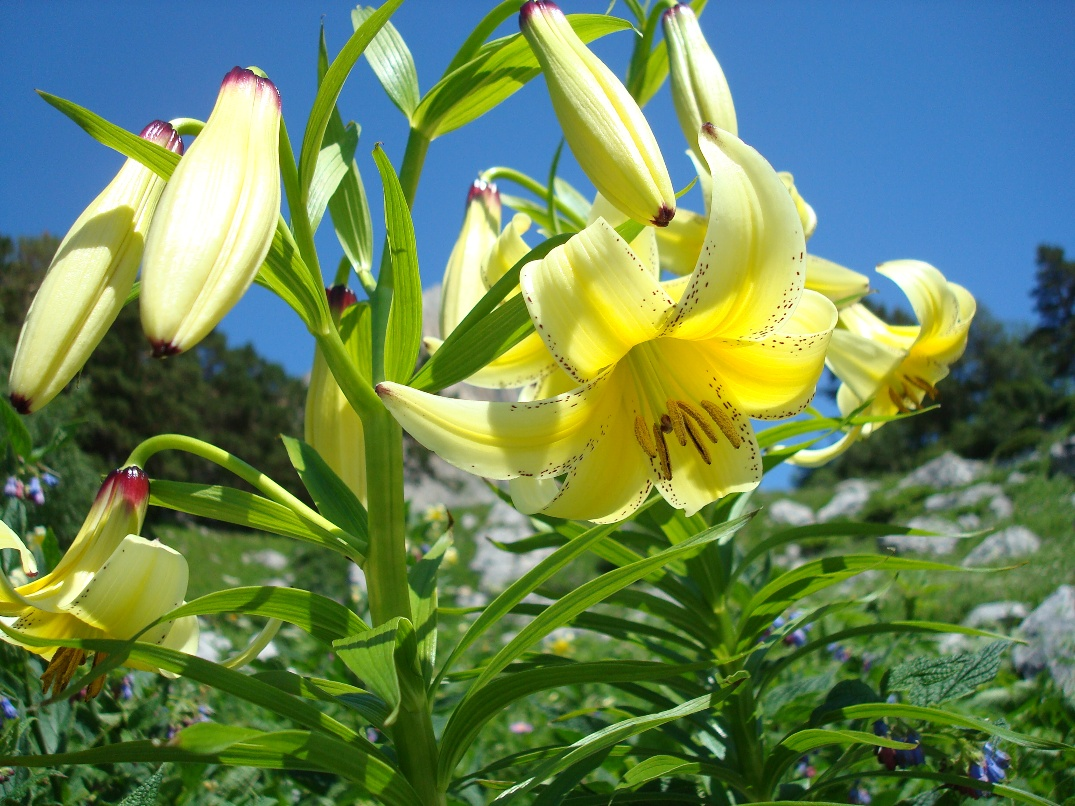
Kavkazská lilie, západní část rezervace

Z hlediska flory bylo v rezervaci zaznamenáno 900 druhů cévnatých rostlin a velké množství starých kavkazských endemitů. V rezervaci bylo objeveno více než 720 druhů hub.
Převažujícími čeleděmi jsou hvězdnicovité (223 druhů), lipnicovité (114) a bobovité (82). Lesní flora obsahuje více než 900 druhů, jejichž část se vyskytuje také v pásmu horských luk. Celkový počet vysokohorských rostlin převyšuje 800 druhů. Stromy a keře činí 165 druhů, přičemž 142 opadavých, 16 stálezelených listnatých stromů a 7 jehličnanů.
Pro floru rezervace je charakteristický výskyt starých druhů a představitelů, majících omezený dosah. Každá pátá rostlina rezervace je endemitem nebo reliktem. Jedinečnost flory rezervace utvářejí kapradiny (asi 40 druhů), orchideje (více než 30 druhů), stálezelené druhy a velké množství okrasných rostlin. Z pěti druhů rododendronů rostoucích na Kavkaze, se v rezervaci setkáváme s třemi z nich (pěnišník pontický, kavkazský a žlutý).
Prakticky v celé rezervaci je možné se setkat s ojedinělými stromy a malými skupinami tisu červeného. Tento starý stálozelený jehličnan se může dožít až 2-2,5 tisíce let a takové stáří stromu není ojedinělé ve světoznámém Sočském tiso-zimostrázovém háji, nacházejícím se v Hostinské části této rezervace.
V subtropických lesích Hostinského a Západního oddílu se kromě tisu můžeme setkat s mnoha starými představiteli flory: zimostráz vždyzelený, zimostráz kolchidský, zimostráz čínský, fíkovník smokvoň, třezalka bobulovitá a mnoho dalších. Lesy rezervace se odlišují od severních evropských lesů liánami. Na jižním svahu se nachází osm druhů dřevitých lián, mezi něž patří břečťan kavkazský a popínavý, přestup virginský vysoký, plamének plotní, svidina obecná, zimolez kozí list, lilek pseudoperský a vinná réva lesní.
Přesný počet druhů hub nebyl stanoven, avšak odborníci odhadují, že mikroflóra rezervace jich obsahuje nejméně 2 000 druhů. Z hub můžeme vyčlenit především subtropické druhy (síťovka dvojitá, muchomůrka císařská) stejně jako tropické houby, připomínající květy (mřížovka červená, pseudocolus fusiformis).
Velkou část území pokrývají lesní porosty a pouze ve velehorách se rozvinuly subalpínské a alpské louky. Dubové, olšové a subtropické kolchidské lesy předhůří se ve vyšších polohách mění na bukové lesy, které doplňují habrоvé a kaštanové lesy. Vrchní pásy vegetace vytvářejí tmavé jehličnaté jedle a smrky, světlé borovice, okrasné javory, lesy zakrslých stromů, subalpínské a alpské louky.
Lesní vegetace je velmi různorodá a je vystavena změnám, které závisí na makro-svahu, nadmořské výšce, expozici, charakteru půdy a horninovém podloží.
V předhůří jižního makro-svahu v Hostinském a Západním lesním revíru se nachází unikátní subtropické polodominantní smíšené širokolisté lesy se stálozeleným stínem. Svahy jižních stran obou makro-svahů jsou porostlé dubovými lesy do 800-1200 m nadmořské výšky a tvoří je především dub zimní a gruzínský, i když se na formování dubů podílí dalších 6 jeho druhů: javor kolchidský, bříza, jasan ztepilý, habr obecný a jiné. Říční údolí a soutěsky jsou do středohoří v blízkosti řečiště   pokryté olšo-vrbovými lesy s vrbou bílou, olší šedou a černou. Dubové lesy se ve vyšších polohách mění v habrové, kaštanové a bukové, na severním makro-svahu se pak vyskytují bukové a jedlo-bukové lesy.
Základní druhy, které vytvářejí tyto lesy, mají reliktní charakter: buk východní, kaštanovník setý, jedle kavkazská. Horní pásma lesa v rezervaci obvykle tvoří jedle a smrky s účastí endemického smrku východního. Na kamenitých a dobře vyhřátých místech roste borovice kleč.
Přechodné pásmo mezi lesním a horsko-lučním pásem tvoří okrasné javory, lesy zakrslých stromů, nízké lesy, keře a unikátní typ rododendronů při výskytu subalpínských vysokých trav. Více než 15 druhů vytváří subalpínské vysoké trávy, jejichž jednotlivé rostliny mají výšku nad 3 metry. Kromě toho se na odkrytých horninách vytváří netypická vegetace obsypaná skálami a poblíž podmočených míst, zejména ve vysokohorských oblastech, vznikají bažiny.
Rezervace je přírodní úschovnou pro velké množství rostlin a zvířat, které jsou již nyní v jiných částech planety ojedinělé. V Červené knize Ruské federace je zapsáno 55 druhů rostlin, rostoucích na území Kavkazské rezervace.
Kromě druhů zaznamenaných v Červených knihách různých úrovní, se v rezervaci můžeme setkat i s ojedinělými rostlinami, které se z různých důvodů nedostaly na oficiální seznamy ohrožených druhů. Zvláště je třeba vyčlenit místní endemity, jejichž výskyt se omezuje prakticky jen na území rezervace (zvonek autranský, lýkovec, cesmína evropská a mnohé další).
Desítky druhů rostlin, které rostou v zemích Černého a Středozemního moře, se v Rusku nachází pouze na jižním (Sočském) svahu rezervace a v Sočském národním parku. Jedná se o specifické odrůdy těchto rostlin: sněženka, švihlík, vstavač, stračka a jiné.

## Zeměpisná poloha

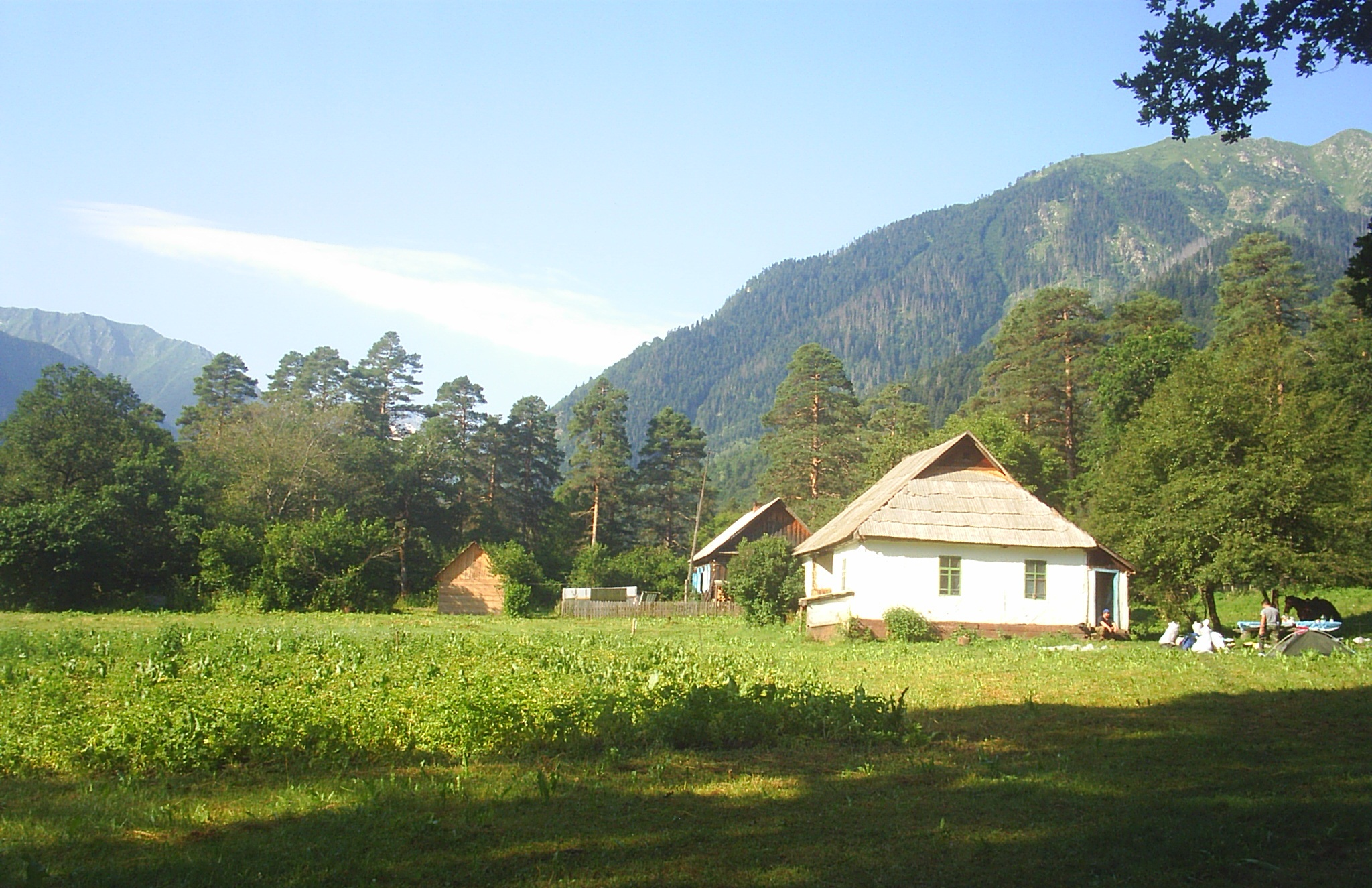
Kordon Umpyr ve středu rezervace

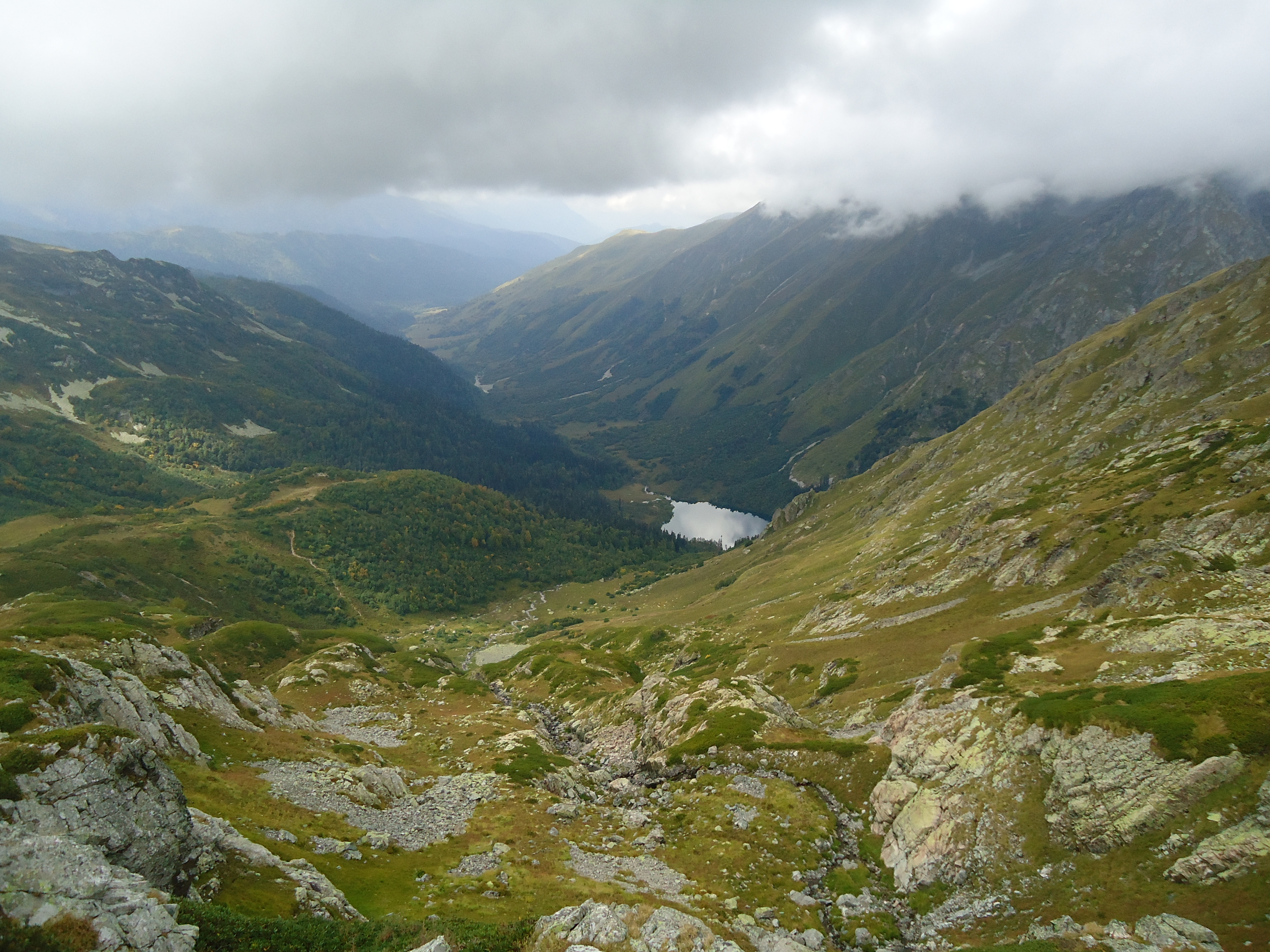
Jezero Kardyvač a údolí řeky Mzymty, východní část rezervace

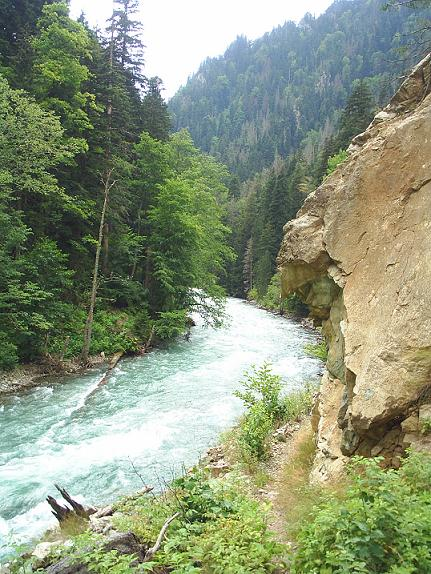
Řeka Cachvoa, centrální část rezervace

Kavkazská státní přírodní biosférická rezervace se nachází na severních a jižních svazích západního Kavkazu mezi souřadnicemi 44-44,5° s. š. a 40-41° v. d.
Toto území bylo formálně prohlášeno za rezervaci 12. května 1924. Historie zachování unikátního přírodního komplexu však začala už mnohem dříve, od doby vzniku Velkoknížecí „Kubáňské myslivosti“ v roce 1888.
Toto území je největší přírodní rezervací Kavkazské šíje a druhou největší rezervací v Evropě. Zahrnuje země v Krasnodarském kraji, Adygejské republice a Karačajsko-čerkeské republice Ruské federace, úzce sousedí s hranicí Abcházie. Izolovaně od hlavního území (v Hostinském regionu Soči) se nachází subtropická Hostinská část rezervace a tou je světově proslulý tiso-zimostrázový háj o rozloze 302 ha. Celková rozloha rezervace je 280 335 ha. Je obklopena ochrannou zónou, chráněnými oblastmi a přírodními památkami. Na jižní hranici sousedí se Sočským národním parkem.
Území rezervace je smluvně rozděleno na 6 chráněných oblastí: západní, severní, jižní, hostinská, východní a jihovýchodní. Správa rezervace se nachází v Soči (Adler) a v hlavním městě Adygejské republiky - Majkopu sídlí Adygejská vědecká pobočka rezervace. Stálý personál rezervace zahrnuje 100 lidí, kteří jsou strukturálně rozděleni na vědecký, ochranný a ekologicko-vzdělávací úsek.
Kavkazská rezervace je bohatou pokladnicí biodiverzity, která v Rusku nemá obdoby. Má mezinárodní význam, jakožto část panenské přírody, zachovávající původní krajinu s unikátní florou a faunou. Není náhodou, že v roce 1979 obdržela status biosférické rezervace a vstoupila do Celosvětové sítě biosférických rezervací, a v prosinci roku 1999 byla zapsána na Seznam světového kulturního a přírodního dědictví UNESCO. V podmínkách rostoucího planetárního nátlaku na přírodu bude role Kavkazské rezervace, jakožto nedotčené oblasti, narůstat. Jedním z hlavních významů tohoto mimořádně chráněného území je a bude zadržení negativních dopadů, spojených se zesílením antropogenních vlivů. Pouze Kavkazská rezervace se může v budoucnu stát koordinátorem v oblasti ochrany přírody a zachování přírodní biodiverzity v kavkazském regionu. Je to laboratoř pod širým nebem, kde se realizují unikátní vědecké výzkumy a ekologické monitorování přírodního životního prostředí.
Kavkazská rezervace přispívá řádnému fungování velkého ruského letoviska Soči. Lesní masivy rezervace jsou plícemi letoviska a poskytují léčebný horský vzduch a čisté horské řeky, jejichž prameny se nachází na území rezervace. Díky nim je možné zásobování vodou nejen pro Soči, ale také pro další lokality v Krasnodarském kraji, Adygejské republice a Karačajsko-čerkeské republice.
Území rezervace představuje skupina horských a vysokohorských ekosystémů (absolutní nadmořská výška od 640 m do 3 346 m) západního Kavkazu, ohraničených 36°45‘— 40°50‘ s. š. a 43°30‘— 44°05‘ v. d. Oblast je charakterizována výškovým označením od 260 do 3 360 m nadmořské výšky. Základem reliéfu je Hlavní kavkazský hřeben, který se táhne od severozápadu na jihovýchod. Hřeben je obecně asymetrický: s dlouhými mírnými severními svahy a krátkými, strmými jižními svahy.

## Turismus
Územím rezervace prochází 11 oficiálně schválených tras, včetně jedné z nejpopulárnějších sovětských turistických tras - trasa č. 30, která se dnes nazývá „Ekologicko-turistická trasa 1“.
Pro návštěvu rezervace je potřeba získat povolení ke vstupu. Turistům je zakázáno na území rezervace rozdělávat oheň a škodit floře a fauně.